# Banque WIR
La banque WIR est une institution bancaire suisse qui émet sa propre monnaie pour faciliter les échanges économiques entre ses membres. Son siège est à Bâle. WIR est l'abréviation du mot allemand Wirtschaft qui signifie « économie », wir signifiant également « nous » en allemand.
La banque WIR est un organisme sans but lucratif. Il sert l'intérêt des clients. C'est un système très stable, peu enclin à l'échec[réf. nécessaire], ou crise systémique, comme dans le système bancaire actuel. Il reste pleinement opérationnel même en temps de crise économique généralisée. WIR peut avoir contribué à la remarquable stabilité de l'économie suisse, car il amortit les ralentissements du cycle d'affaires.
Depuis la crise économique mondiale des années 2008 et suivantes, « le franc WIR n’intéresse pas forcément les PME suisses parce que les crédits en francs suisses sont [en 2012] octroyés à des taux d’intérêt historiquement bas. En raison de ces circonstances tout à fait extraordinaires, l’avantage naturel et traditionnel du crédit WIR – le véritable moteur du système de paiements WIR – perd un peu de son attrait. »

## Historique
La banque WIR a été fondée en 1934. En 1993, elle comptait 53 730 membres, 16 788 comptes et un chiffre d’affaires semestriel d'environ 0,8 million de WIR (même valeur que le franc suisse). En 1990, les coûts de l'organisation WIR étaient couverts par une cotisation de 8 CHF par trimestre, soit 32 CHF par an, à laquelle s'ajoute un prélèvement de 0,6 % à 0,8 % à chaque transaction. Au premier semestre 2012, le chiffre d’affaires WIR était de 709,4 millions. 
Elle compte désormais[Quand ?] plus de 60 000 PME parmi ses partenaires qui pratiquent un système de paiement sans numéraire. En 2010, en Suisse, une PME sur 5 utilise le WIR. Selon son rapport de gestion 2014, la banque WIR compterait 45 000 PME affiliées.

## Codes
Le code ISO 4217 du franc WIR est CHW. Le code ISO 4217 de l'euro WIR est CHE.